# Otmane El Assas
Otmane El Assas (30 de janeiro de 1979) é um ex-futebolista profissional de Marrocos que atuava como meio campista.

## Carreira
Bouabid Bouden representou a Seleção Marroquina de Futebol nas Olimpíadas de 2004.

## Títulos
Al-Gharafa
- Liga do Qatar: 2007/08, 2008/09, 2009/10
- Copa Emir: 2009, 2012